# Walter H. Taylor
Ne doit pas être confondu avec Walter Taylor ou Walter H. Tyler.
Walter Herron Taylor, né le 13 juin 1838 à Norfolk en Virginie et mort le 1er mars 1916 dans la même ville, est un banquier, avocat, militaire, homme politique, concepteur et chef de chemin de fer américain. Pendant la guerre de Sécession, il combat avec l'armée des États confédérés et devient un assistant clé du général Robert E. Lee en tant qu'aide-de-camp et bientôt chef d'état-major. Il atteint ainsi le grade de colonel. Après la guerre, il devient sénateur à l'Assemblée générale de Virginie et avocat du Norfolk and Western Railway et plus tard, du Virginian Railway.

## Jeunesse

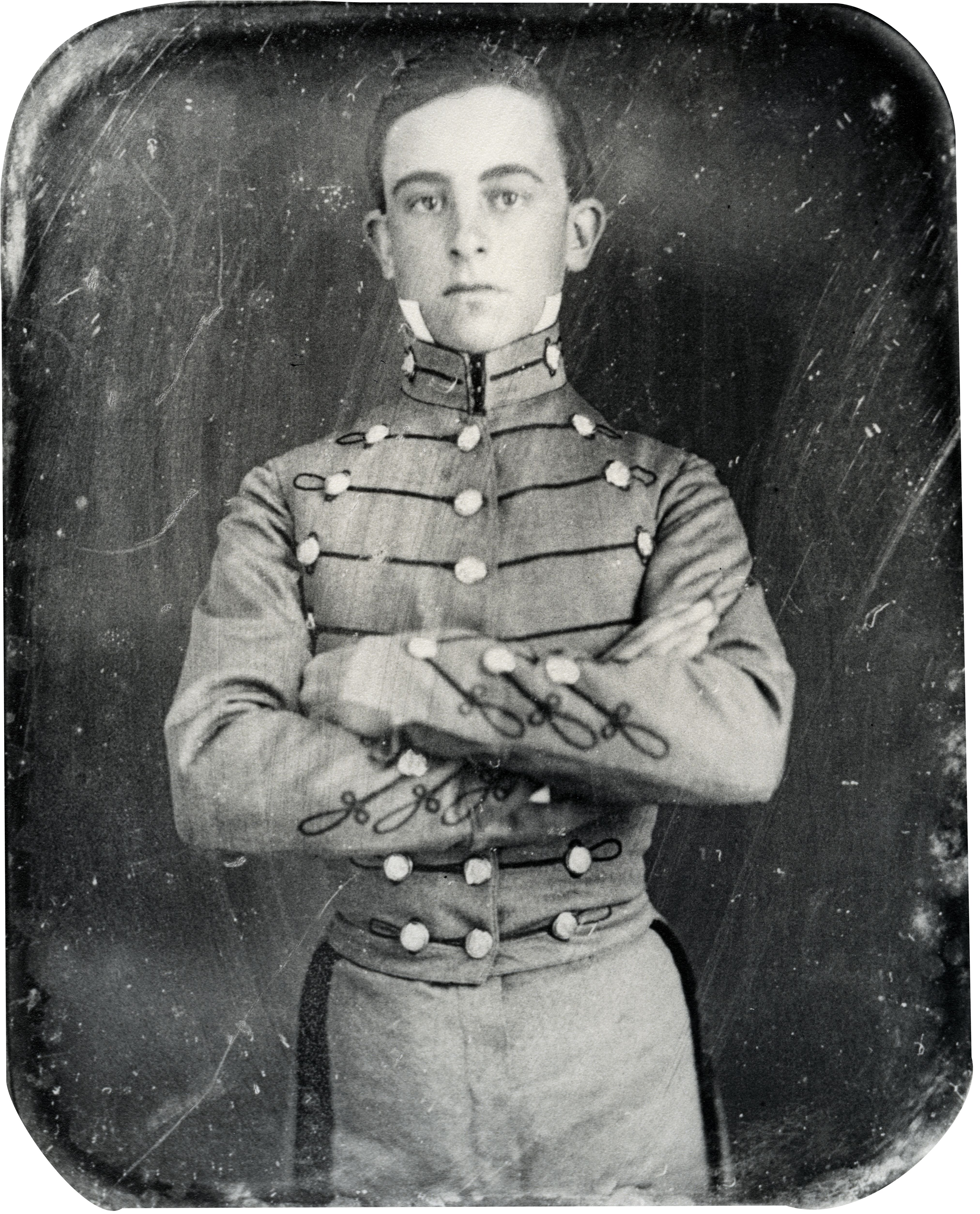
Walter H. Taylor, cadet de la VMI, 1853-1855.

Taylor voit le jour le 13 juin 1838 à Norfolk, en Virginie. À la suite d'une éducation privée locale adaptée à sa classe sociale, notamment à la Norfolk Academy, il se rend à Lexington, en Virginie, pour des études supérieures. Diplômé du Virginia Military Institute (VMI) en 1857, il devient employé des chemins de fer, puis banquier à Norfolk.

## Guerre de Sécession

### Affectation au sein de l'armée confédérée
Après le raid de John Brown contre Harpers Ferry en 1859, Taylor rejoint une compagnie de milice locale. Après que les électeurs de Virginie ont approuvé la sécession en avril 1861 au début de la guerre de Sécession, Taylor rejoint l'armée confédérée, tout comme d'autres membres de sa compagnie de milice et son frère aîné, Richard Cornelius Taylor.

### Un aide-de-camp indispensable
Walter Taylor est rapidement affecté à l'état-major du général Robert E. Lee. Taylor n'est pas devenu un officier d'état-major ordinaire, mais l'aide-de-camp en chef du général Lee tout au long de la guerre. Puisque Lee est connu pour son petit personnel surmené, Taylor, extrêmement capable et infatigable, a de nombreuses responsabilités. Il rédige des dépêches et des ordres pour Lee, effectue des reconnaissances personnelles et transmet souvent des messages en personne aux commandants de corps et de division. Taylor salue toutes les personnes qui viennent voir Lee et décide généralement si elles sont présentées au général. Lorsque le général Lee prend le commandement de l'armée de Virginie du Nord en juin 1862, pendant la campagne de la péninsule, il devient l'adjudant général adjoint de cette armée. Taylor atteint finalement un grade presque à la mesure de ses grandes responsabilités d'état-major, étant promu lieutenant-colonel le 12 décembre 1863.

### Reddition d'Appomattox

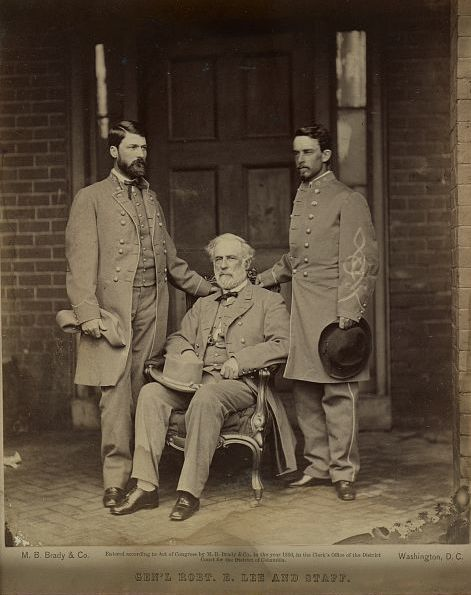
Le général Robert E. Lee avec son fils Custis (à gauche) et son aide de camp, Walter H. Taylor (à droite). Photographie de Mathew Brady prise le 16 avril 1865 (sept jours après la reddition d'Appomattox) sur le porche arrière de la résidence de Lee à Richmond.

Taylor est présent au côté de Lee le 9 avril 1865, date de la reddition de l'armée de Virginie du Nord. Si une rencontre entre les deux belligérants échoue à dix heures, ils se rencontrent finalement. Néanmoins, cette fois, le lieutenant-colonel refuse de subir l'humiliation du passage des lignes avec le drapeau blanc. De plus, Taylor est réticent quant à cette reddition,. C'est donc seulement flanqué de Charles Marshall et de son ordonnance que Lee se rend à la McLean House afin d'officialiser sa reddition au général Ulysses S. Grant.

## Vie privée
La fiancée de Taylor n'est autre qu'Elizabeth Selden « Bettie » Saunders, fille du capitaine de la marine américaine John Loyall Saunders et de Mme Martha Bland Selden Saunders. Pendant la guerre de Sécession, Mlle Saunders vit avec la famille de Lewis D. Crenshaw à Richmond, en Virginie, où elle travaille à la Monnaie confédérée et pour le Surgeon General du département médical confédéré.
Au cours des derniers jours du siège de Petersburg, alors que Lee et son état-major se rendaient compte que Petersburg était perdu et que Richmond devait être évacué, le général Lee donna à Taylor, 26 ans, une autorisation spéciale pour se rendre à Richmond pour donner à Miss Saunders « la protection de son nom ». Un messager envoyé à Richmond a informé sa future épouse, qui a pris des dispositions avec le révérend Dr Charles Minnigerode, recteur de l'église épiscopale St. Paul.
Après minuit, aux petites heures du 3 avril 1865, juste avant que les confédérés évacuent la ville et que les pillards se déchaînent dans ses rues, Taylor et Miss Saunders se marient dans le salon de la maison Crenshaw. Par la suite, Lewis Crenshaw accompagne Taylor aussi loin vers les lignes confédérées que la sécurité le permet. Une semaine après la reddition à Appomattox, Taylor retourne à Richmond avec le général Lee, prend sa fiancée et la ramène à Norfolk dans un buggy.
Ils auraient au moins deux filles et trois fils qui auraient atteint l'âge adulte.

## Lost Cause
Taylor consacre une partie considérable de ses années d'après-guerre à défendre la réputation du général Lee (qui s'est développée dans l' historiographie de la Lost Cause), ainsi qu'à régler les controverses liées à l'armée de Virginie du Nord. Bien que moins véhément que l'ancien général Jubal Early notoirement irascible, Taylor a travaillé avec la Southern Historical Society basée en Louisiane. Il était membre de plusieurs organisations d'anciens combattants confédérés, dont l'Association de l'armée de Virginie du Nord et les anciens combattants confédérés unis.
Les anciens généraux des deux camps font de Taylor un tribunal officieux de dernier recours pour régler les différends concernant leur réputation en temps de guerre. De nombreux généraux lui ayant demandé des informations, Taylor décide alors d'écrire un livre pour rétablir la vérité. Il demande la permission au gouvernement américain de consulter les archives nationales liées à l'armée du Potomac et devient le premier confédéré à se voir accorder un tel privilège. Ainsi en 1877, il publie Four Years with General Lee, qui contient des dizaines d'anecdotes sur l'ancien général. Parce qu'il contient une grande partie des Archives nationales, il ressemble plus à un rapport de situation qu'à un roman et n'est pas très populaire à l'époque. L'ancien général confédéré James Longstreet affirme en particulier que si le colonel Taylor écrivait un jour un autre livre sur la guerre, il espère qu'il raconterait « le reste de l'histoire ». Le colonel Taylor écrit un autre livre, Robert E. Lee, His Campaign in Virginia, 1861–1865 (1906). Bien qu'il contienne les mêmes informations statistiques que son travail précédent, il se lisait plus comme un roman et devint rapidement un best-seller.

## Carrièrepostbellum
Après la guerre, Taylor reprend sa carrière bancaire à Norfolk et travaille également comme avocat, en particulier pour les chemins de fer qui se reconstruisent et se consolident après la guerre. Il reçoit rapidement une grâce, puis est élu aux bureaux municipaux et à l'Assemblée générale de Virginie en tant que conservateur (lors de la même élection qui adopte une nouvelle constitution d'État interdisant l'esclavage). Taylor est sénateur d'État de 1869 à 1873, s'opposant avec véhémence au Parti réajusteur.
Le 30 avril 1870, le général Lee effectue sa dernière visite dans la région de Norfolk, accompagné de sa fille, Agnes Lee. Il est arrivé à Portsmouth par chemin de fer depuis la Caroline du Nord. Le colonel Taylor l'a rencontré et l'a escorté à travers la foule qui l'attendait jusqu'à Norfolk, puis jusqu'au ferry de la rivière Elizabeth. Lee mourrait moins de cinq mois plus tard. En 1870, Taylor a commencé son premier mandat au sein du VMI Board of Visitors (servant jusqu'en 1873) ; il servira à nouveau au conseil d'administration du VMI de 1914 jusqu'à sa mort.
En 1877, Taylor devient président de la Marine Bank, où il restera pendant 39 ans. Plus tard, il siège également au conseil d'administration du Norfolk and Western Railway. Vers la fin du XIXe siècle, Taylor aide à développer la zone Ocean View, située le long de la rive sud de la baie de Chesapeake dans le comté de Norfolk. Le projet avait été étudié et aménagé avant la guerre de Sécession par William Mahone, qui devient également plus tard un général confédéré (servant sous le général Lee puis avec les réajusteurs auxquels Taylor s'oppose après la guerre). Desservi par un chemin de fer à voie étroite de Norfolk, qui exploite une locomotive à vapeur nommée Walter H. Taylor, Ocean View s'épanouit à la fois comme une station balnéaire populaire et une banlieue de tramway de la ville de Norfolk, qui annexe la région en 1923.
En avril 1907, alors que Taylor est l'avocat du nouveau Virginian Railway, alors en construction, il rencontre le fondateur, l'industriel millionnaire Henry Huttleston Rogers et l'humoriste Mark Twain lorsqu'ils arrivent à Hampton Roads à bord du yacht à vapeur Kanawha de Rogers. Ils sont à Norfolk pour assister aux cérémonies d'ouverture de l'exposition Jamestown tenue à Sewell's Point. Selon des articles de journaux publiés à l'époque, Twain part avec Taylor dans une « machine infernale », mieux connue à l'époque moderne sous le nom d'automobile.

## Mort et héritage
Walter H. Taylor décède le 1er mars 1916 des suites d'un cancer. L'école élémentaire Walter H. Taylor de Norfolk porte son nom en son honneur.

## Famille
Taylor descend des premières familles de Virginie, entièrement d'origine anglaise. Au moins un de ses arrière-grands-pères paternels, le capitaine John Calvert, avait combattu pour la cause patriote pendant la guerre d'indépendance américaine. Son grand-père maternel, le Dr Jonathan Cowdery, avait été fait prisonnier par des pirates à Tripoli avant la guerre de 1812 et était l'officier le plus âgé de la marine américaine. Il était un descendant direct de Richard Taylor (en), un homme politique anglais qui siégeait à la Chambre des communes dans les années 1660, ainsi que de son père également nommé Richard Taylor (en) qui a siégé à la Chambre des communes dans les années 1620. D'autres ancêtres comprenaient les migrants de l'ère coloniale William Farrar et Richard Cocke ainsi que le colon anglais Adam Thoroughgood et sa femme Sarah. Throughgood (1604–1640) est passé de l'achat de son traversée de l'océan Atlantique en devenant un serviteur sous contrat, pour devenir l'un des premiers chefs coloniaux (et capitaine de milice) dans le comté de Norfolk. Il a aidé à nommer diverses régions du comté, en particulier près de la rivière Lynnhaven où il s'est installé au XVIIe siècle.